# Тайганур
Тайгану́р (рос. Тайганур, марій. Тайганур) — присілок у складі Моркинського району Марій Ел, Росія. Входить до складу Себеусадського сільського поселення.

## Населення
Населення — 10 осіб (2010; 25 у 2002).
Національний склад (станом на 2002 рік):
- марі — 100 %